# فلور ماكسويل
فلور ماكسويل (بالفرنسية: Fleur Maxwell)‏ هي متزلجة فنية لوكسمبورغية، ولدت في 5 أغسطس 1988 في ديديلانج ‏ في لوكسمبورغ.

## وصلات خارجية
- فلور ماكسويل على موقع الاتحاد الدولي للتزلج (الإنجليزية)
- فلور ماكسويل على موقع اللجنة الأولمبية الدولية (الإنجليزية)
- فلور ماكسويل على موقع أوليمبيديا (الإنجليزية)